# 聖公會基孝中學

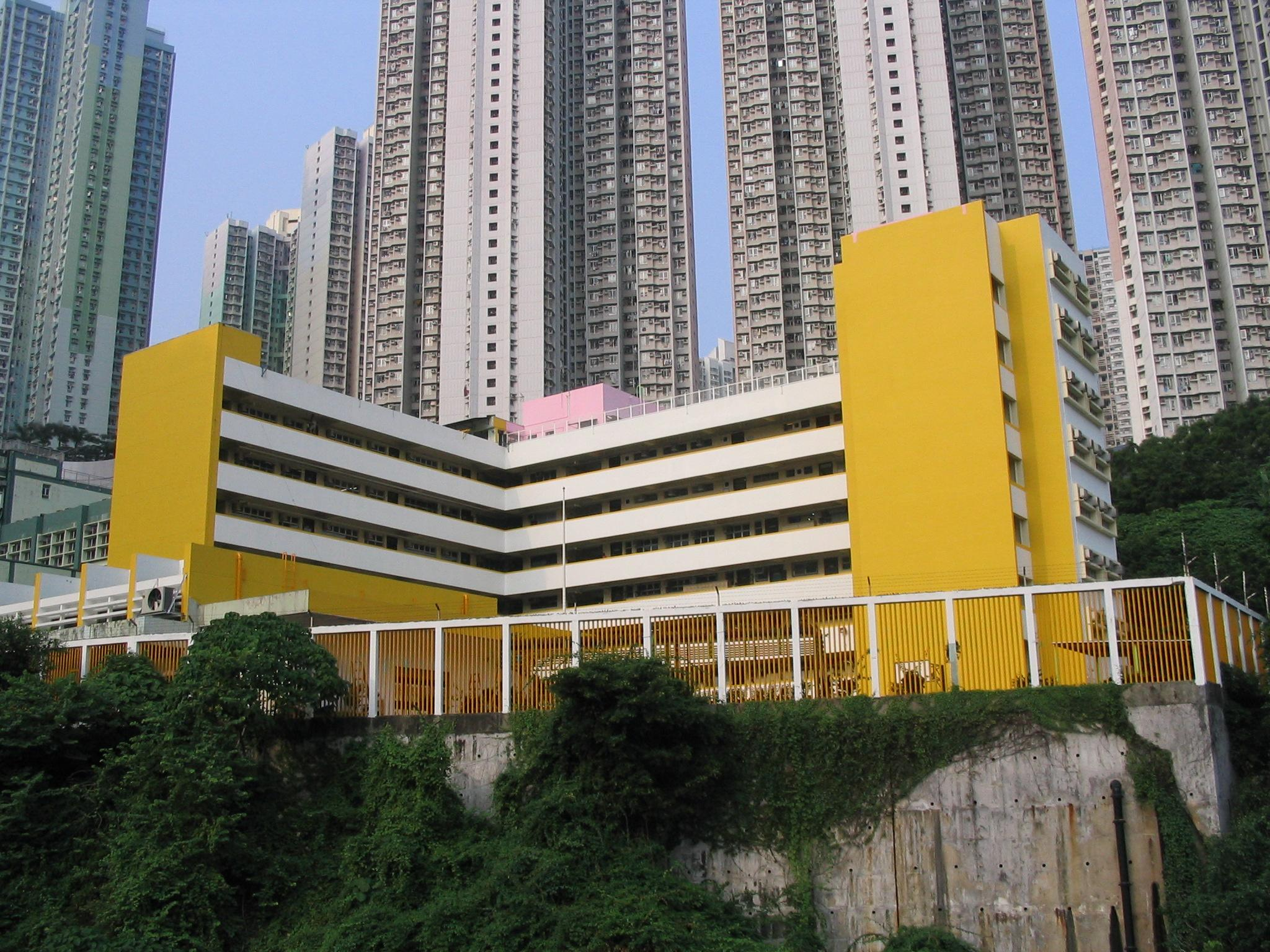
校舍（2007年）

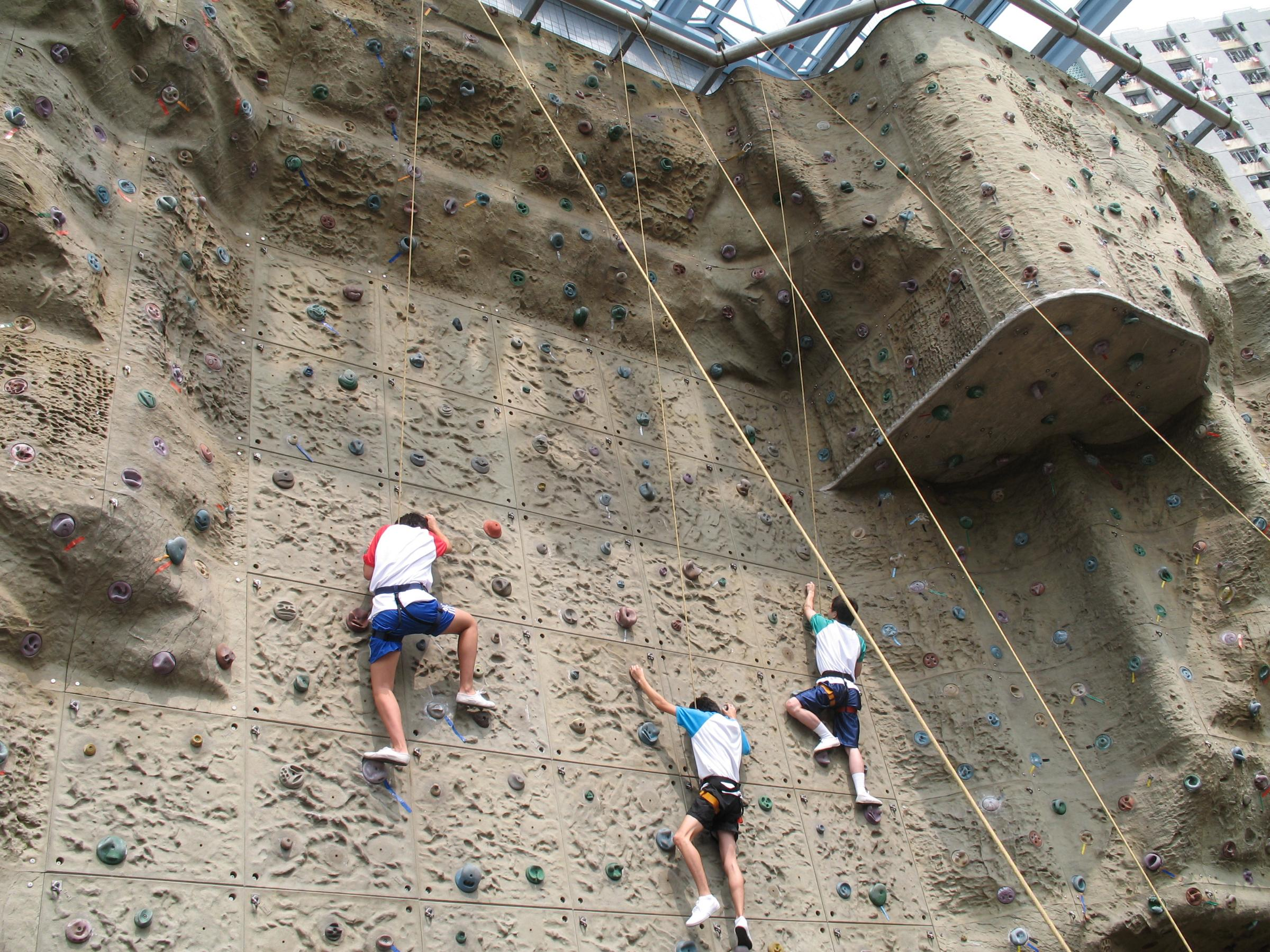
學校學生參與攀石活動

聖公會基孝中學（英語：S.K.H. Kei Hau Secondary School）是香港一間中學，由基督教教會香港聖公會開辦，位於九龍藍田啟田道5號，佔地面積約為6800平方米，校訓為出自《約翰一書》的“上帝是愛”。該校現任校長為宋錦文。

## 歷史
聖公會基孝中學由何添、何賢兄弟為紀念已故父親何澄溪而向香港聖公會捐款興建:19。校名中的「基」字，據學校官方網站介紹為基督之意，但據當時傳媒報道是取自何澄溪的表字「永基」，「孝」字代表孝道。該校創辦初期已提供中一至中五免費教育，1972年9月開辦首屆課程，招收中一生共6班:19，但因當時正式校舍尚未建成，暫時借用藍田邨聖公會兆強小學的校舍（即今聖公會李兆強小學之舊校舍，原址位於今啟田商場南面部份）；一說為1971年何氏兄弟始與聖公會洽商，獲得政府批准於藍田邨啟田道一地段（當時編號為NKIL5399號）興建，但工程有延誤；一說為覓地需時。期間只能在下午上課:19，每節課比一般學校少5分鐘:31。
1975年啟田道的正式校舍才進行奠基儀式，當時已有中一至中四共16班在臨時校舍上課。1976年9月新學年遷入啟田道校舍，即學校現址，開始正常的全日制課程:20，首屆學生終在新校舍渡過了中五學年:31。至1977年5月才舉行校舍開幕儀式:20。
1978-79年間開始提供預科課程（中六至中七）:20。1991年大學聯合招生辦法開始實行，預科課程有所轉變，該校曾實行只收原校生升讀中六的政策。
據1997年的記載，中一至中七合共29班，逾1100名學生:19；據2007年的記載有逾1200名學生；三三四高中教育改革後，據2024年記載，中一至中六每級各有4班，共24班。

## 建築
學校佔地面積約為6800平方米。據興建時的記載，校舍樓高7層（有其他記載稱6層），計劃有24間普通課室、11間特別課室，禮堂及運動場各一個。據2024年的記載，課室數目為26個，設有「自主學習圖書館」（位於二樓）、暢通易達升降機等設施。
據2013年的記載，校舍頂層設有校長及神職人員宿舍。該年曾發生校長私人僱用的菲傭獨自在宿舍時被迷魂制服的案件。

## 歷任校長
| 在位時期               | 校長姓名 | 備註 |
| ---------------------- | -------- | --- |
| 1972年至1983年:19,22   | 王文瀚   | 曾任教育司署署理高級教育官，1972年退休後加入香港聖公會出任該校創校校長。                                         |
| 1983年至1993年末:26:24 | 郭始基   | 因移民加拿大而離任，由李寶權副校長暫代校長之職:24,43。後回流香港，在香港聖公會晉升至教育服務部總幹事。           |
| 1994年初至2018年:24    | 伍素雯   | 任職二十多年。退休後曾於2019年反對逃犯條例修訂草案運動期間，參與逾百名現任或前任校長呼籲擱置修訂逃犯條例的聯署。 |
| 2018年起               | 宋錦文   | 曾任該校公民教育科主任、宗教及公民教育組主任。                                                                   |

## 教育方針與特色
2001年末該校多名教師及中六經濟科學生合資競投翌年初維園年宵市場攤位，以活用課堂所授知識，該年業務是為顧客即時拍照製作照片襟章 。2008年初及2010年初均有該校學生於年宵市場開設攤位的記載。
2001年教育統籌局展開語文增潤課程研究計劃，該校是14間試行英語增潤課程的中文中學之一。2004年研究結束，大部分參與學校對增潤課程不予好評，隨即停用，該校是其中之一，校方認為增潤課程對提升學生英語水平的成效不大，又與考試無關，徒添師生壓力。
2003年伊拉克戰爭爆發，該校主張提升學生對這類時事話題的關注，於美國正式宣佈開戰當日在校內全日播放相關新聞，並設立展板及在課堂中播放戰爭紀錄片，更打算在校內製造突發性的強光及臭氣效果，讓學生設身感受戰爭氣氛。
2006年國際足協世界盃舉行前夕，教育統籌局因應香港足球博彩規範化數年以來青少年參與足球博彩增多，設立「反賭波教育資源網」，支援教師提高學生反賭博意識，並提倡將足球知識融入課程中，以增加學生從非賭博角度認識足球的興趣。該校作為最早一批響應此主張的學校，其教學方式成為不少傳媒報道的事例，包括在物理科講解「香蕉射球」等遠射技巧的原理、以數學原理分析球隊陣式、在宗教科加設賭博專題等，世界盃舉行期間該校教師又隨即從賽事中取材，如英格蘭球員朗尼在八強賽事因侵犯葡萄牙球員獲紅牌被逐一事，成為通識科品德議題的教材，又嘗試以學術角度分析四強賽事中巴西不敵法國的原因。

## 相關事件
2007年9月學年開始，該校為防止學生在上課期間濫用洗手間，在上課期間將一樓以上的8個洗手間上鎖，學生需向校工索取鎖匙才能使用，此安排被坊間視作奇怪校規，引起爭議。
2008年，該校一名數學科教師涉嫌以藤條拍打學生，並以粉筆擲向學生，校方調查後認為藤條只是教具，用於輕點學生示意回答問題，但為免對學生造成心理壓力，已明令教師不應帶藤條回校。雖然校方已讓家長簽署滿意調查結果之回條，但仍有家長向傳媒投訴此事，並表示在校方壓力下才簽署回條。
2014年9月，該校學生會在社交網站發文，表示不滿校方在新學年提出多項新校政，包括要遲到學生罰企和背書、學生需於酷熱及寒冷天氣警告生效期間在操場早會、縮短球隊練習時間，以及課後學習時段等。學生會向校長遞交請願信後未獲滿意回覆，因此過百名學生在9月23日以「佔領操場」罷課抗議。當日放學後，校方與學生協商後達成初步共識，行動告一段落。校方回應傳媒查詢時，表示校方對學生以罷課表達不滿沒有意見。教育評議會副主席何漢權則呼籲呼籲學生表達意見時，應慎思而行，不要剝奪學校行政與教學自主。
2021年9月，該校一名初中女學生向傳媒投訴，表示被同班男同學欺凌，包括向她扔書桌及伸手抓其胸部，該事主亦在糾纏時被抓傷手臂。她又表示曾被校方阻止報案。校方回應時表示知悉事件後已即時介入調查，目前事件已交由警方處理，學校會配合調查，稱所有學生違規行為會按校本訓輔機制處理。香港警察則表示以涉嫌襲擊拘捕涉案男童。

## 風評
2001年起香港曾設立教師語文能力評核，各校英語教師成績備受家長關注。《中學概覽》自2004/05年度開始披露較詳細資料，當時全港中學中約有22%全校英語教師達標，聖公會基孝中學是其中之一。
作為中文中學，該校在2000年代《星島日報》的家長版對觀塘區校網之分析中，多被評為僅次於區內幾所英文中學的中遊選擇之一。據2008年初各校自行分配學位的報名紀錄，該校比例為12人爭1個學額，與同區英文中學相若。

## 備註
1. ↑  香港聖公會院校中，有不少取名以「基」字開首的小學，但中學則鮮見。
2. ↑  來源指其將在退休後擔任香港聖公會的基智學校校長，此校名疑為筆誤。

## 外部連結
- 官方網站

22°18′20.54″N 114°14′06.43″E / 22.3057056°N 114.2351194°E